# كوتارو إيبا
كوتارو إيبا (باليابانية: 射庭 康太朗) (مواليد 7 ديسمبر 1995) هو لاعب كرة قدم ياباني.

## وصلات خارجية
- كوتارو إيبا على موقع رابطة كرة القدم اليابانية للمحترفين (اليابانية)
- كوتارو إيبا على موقع قاعدة بيانات كرة القدم.إي يو (الإنجليزية)
- كوتارو إيبا على موقع Soccerway.com (الإنجليزية)
- كوتارو إيبا على موقع عالم كرة القدم.نت (الإنجليزية)